# Magnus Olsen
Magnus Bernhard Olsen (Arendal, Noruega, 28 de noviembre de 1878 – Oslo, Noruega, 16 de enero de 1963) fue un lingüista noruego, profesor de la filología nórdica en la Universidad de Oslo desde 1908 hasta 1948.
Algunas de sus obras fueron: escritos sobre el paganismo nórdico e interpretaciones de nombres propios de los lugares en Noruega, y sus investigaciones en el campo de la runología, especialmente las runas noruegas.

## Biografía
Sus padres eran Ole Christian Olsen (1834–1887) y Therese Evine Olsen (1843–1926).
Después de terminar sus estudios inferiores en 1896, estudió en la Universidad de Oslo, al terminar los estudios recibió en 1903 el título del Candidatus philologiæ (un título universitario para las carreras de Artes y Letras en las universidades danesas y noruegas). Desde 1899 trabajaba como ayudante en la Biblioteca Universitaria de Oslo; en 1902 se hizo asistente del ya casi ciego Sophus Bugge. En 1908 fue elegido como sucesor de Bugge como profesor de Idioma Nórdico Antiguo y la Lengua y Literatura Islandesas, en 1921 el departamento cambió su nombre por el de Filología Nórdica.
Fue uno de los mejores profesionales en su campo. Entre sus publicaciones se hallan 7 tomos de la Edda poética y escaldos con comentarios, varios tomos de inscripciones rúnicas (después de ayudar a Sophus Bugge en su trabajo de completar su publicación de las inscripciones en el futhark antiguo, publicó los primeros 5 tomos de las inscripciones en el futhark joven. Ayudó como editor de 3 tomos de Norske Gaardnavne de Oluf Rygh.
Su mérito más conocido fue el relacionar los topónimos de la geografía noruega con la religión y sociedad de la época precristiana del país, lo cual fue presentado en dos libros: Hedenske Kulturminder i Norske Stedsnavne («Restos culturales paganos en los topónimos noruegos»; 1915) y Ættegård og Helligdom, Norske Stednavn Sosialt og Religionshistorisk Belyst (publicado en inglés bajo el título Farms and Fanes of Ancient Norway: The Place-Names of a Country Discussed in Their Bearings on Social and Religious History, «Granjas y templos de la antigua Noruega: Debate sobre los topónimos del país en sus aspectos en la historia de la sociedad y religión»; 1928). La publicación Hva våre stedsnavn lærer oss («Lo que nuestros topónimos nos enseñan»; 1934) fue una sucinta introducción al tema.
En 1909 fundó el periódico Maal og Minne y fue su editor durante 40 años. Su artículo «Fra gammelnorsk myte og kultus» fue una importante contribución al estudio de la religión germánica, interpretando Skírnismál en términos de la hierogamia.
En 1941 (durante la 2.ª guerra mundial) fue elegido dekanus (decano) en la universidad después de que su antecesor, Francis Bull, fue arrestado. En 1952 fue premiado con una pensión del estado.
Fue doctor honoris causa de varias universidades europeas: Universidad de Copenhague, Universidad de Lund, Universidad de París, Universidad de Islandia.

## Vida privada
En 1945 recibió el título Comendador de la Orden de San Olaf. En 1904 fue admitido como miembro de la Academia Noruega de Ciencias y Letras. Fue también miembro de la Real Sociedad Noruega de Ciencias y Letras, Caballero de la Orden del Halcón (Islandia) y de la Orden de la Estrella Polar.
En 1912 contrajo matrimonio con Gjertrud Mathilde Kjær, hija de Albert Kjær, bibliotecario de la Biblioteca Universitaria de Oslo y de la Biblioteca Pública de Oslo. Ludvig Holm-Olsen, profesor de la Filología de Idioma Nórdico Antiguo en la Universidad de Bergen, fue su sobrino.

## Publicaciones
- Hedenske Kulturminder i Norske Stedsnavne. Kristiania 1915.
- Ættegård og Helligdom, Norske Stednavn Sosialt og Religionshistorisk Belyst. Oslo 1926, 2.ª edición: Oslo 1978.
- Farms and Fanes of Ancient Norway: The Place-Names of a Country Discussed in Their Bearings on Social and Religious History. Tr. Th. Gleditsch. Oslo 1928.
- Hva Våre Stedsnavn Lærer Oss. Oslo 1934, 2.ª edición: Oslo 1971, 1973.

### Ediciones
- Norges innskrifter med de ældre runer. tomos 1–4. Oslo 1891–1924. con Sophus Bugge.
- Norges innskrifter med de yngre runer. tomos 1–5. Oslo 1941, 1951, 1954, 1957, 1960. — tomos 3–5 con Aslak Liestøl.
- Völsunga saga ok Ragnars saga loðbrókar, Copenhague 1906–1908. Samfund til udgivelse af gammel nordisk litteratur 36.
- (editor) Oluf Rygh. Stavanger Amt. Norske gaardnavne 10, Oslo 1915.
- (editor) Oluf Rygh. Søndre Bergenhus Amt. Norske gaardnavne 11. Oslo 1910.
- (editor con Just Knud Qvigstad) Oluf Rygh. Finmarkens Amt. Norske gaardnavne 18. Oslo 1924.

### Libro de texto
- Norrøne studier, Oslo 1938.